# Pałac w Rusinowej
Pałac w Rusinowej – zabytkowy pałac wybudowany w 1720 r. w Rusinowej – dzielnicy Wałbrzycha, na jego południowo-wschodnich obrzeżach; w Polsce w województwie dolnośląskim, w powiecie wałbrzyskim.

## Opis
Od frontu portal z kartuszem z trzema herbami von: Crauss (L), Waldau (Ś) i Felden (P). Właścicielem w 1733 był Johann Georg (Jan Jerzy junior) Crauss von Craussendorff (166?-1742), który ożenił się z Johanną Elisabet (Joanną Elżbietą) von Waldau. Grób matki Joanny - Erdmuthe von Felden znajduje się w Dziećmorowicach. Obiekt jest częścią barokowego zespołu pałacowego, w skład którego wchodzą jeszcze: park, dwie oficyny mieszkalne; oficyna, dawna stajnia, były basen oraz brama parkowa.

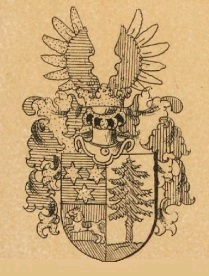
Herb von Crauss
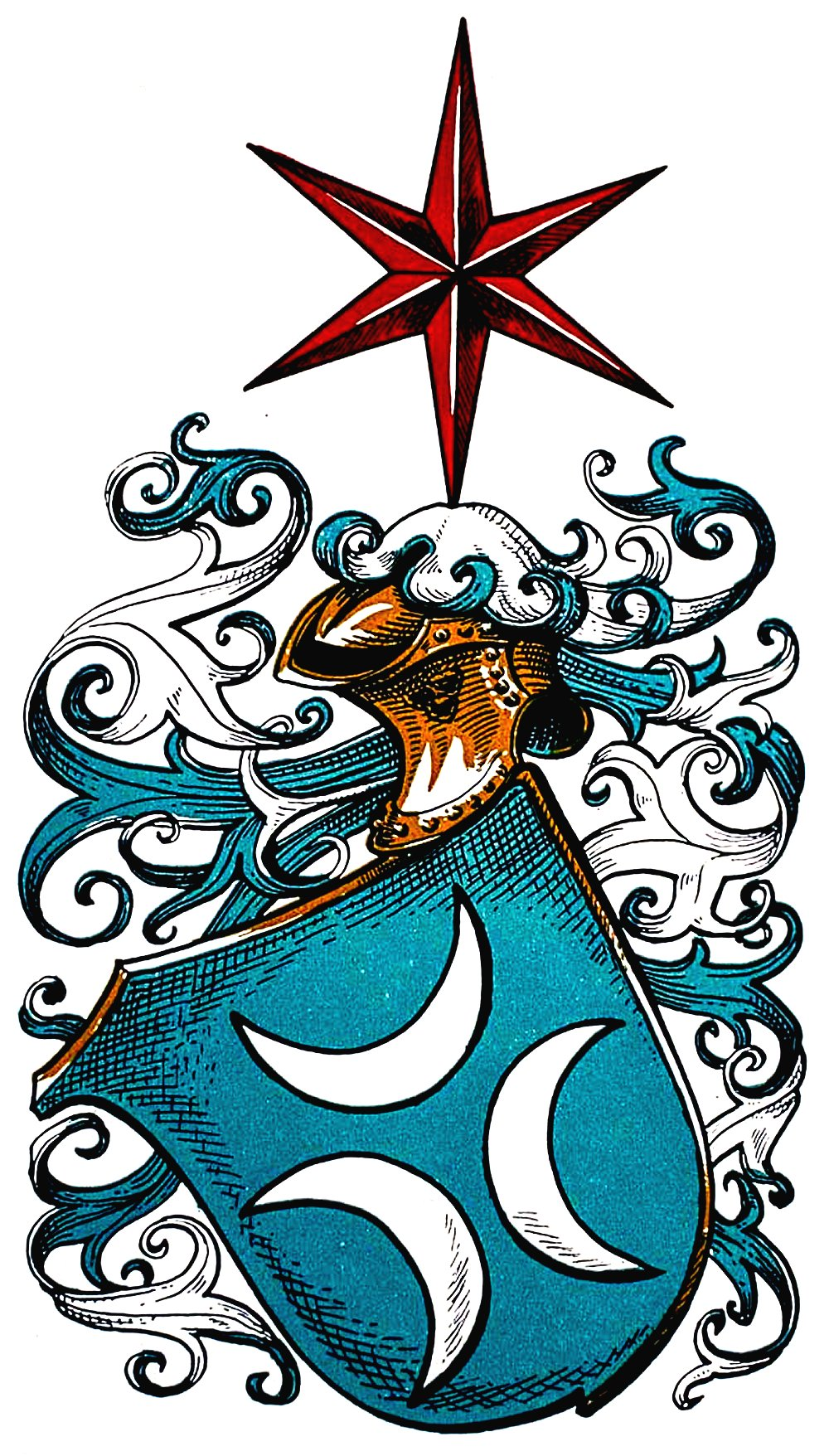
Herb von Waldau
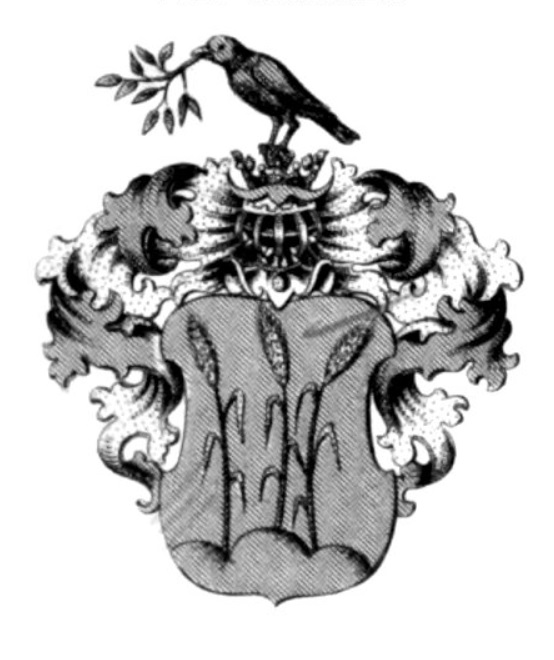
Herb von Felden